# Distretto di Cashapampa
Il distretto di Cashapampa è un distretto del Perù nella provincia di Sihuas (regione di Ancash) con 3.061 abitanti al censimento 2007 dei quali 159 urbani e 2.902 rurali.
È stato istituito il 23 gennaio 1964.